# 乌头荠属
乌头荠属（学名：Euclidium）是十字花科下的一个属，为一年生草本植物。该属仅有乌头荠（Euclidium syriacum）一种，分布于东欧、西亚。